# واندر آگ
واندر آگ (انگلیسی: Wander AG) شرکت صنایع غذایی سوئیسی است، که در سال ۱۸۶۵ تأسیس شد.